# Xenillus tegeocranus
Xenillus tegeocranus is een mijtensoort uit de familie van de Liacaridae. De wetenschappelijke naam van de soort is voor het eerst geldig gepubliceerd in 1804 door Hermann.